# Stefano Coletti

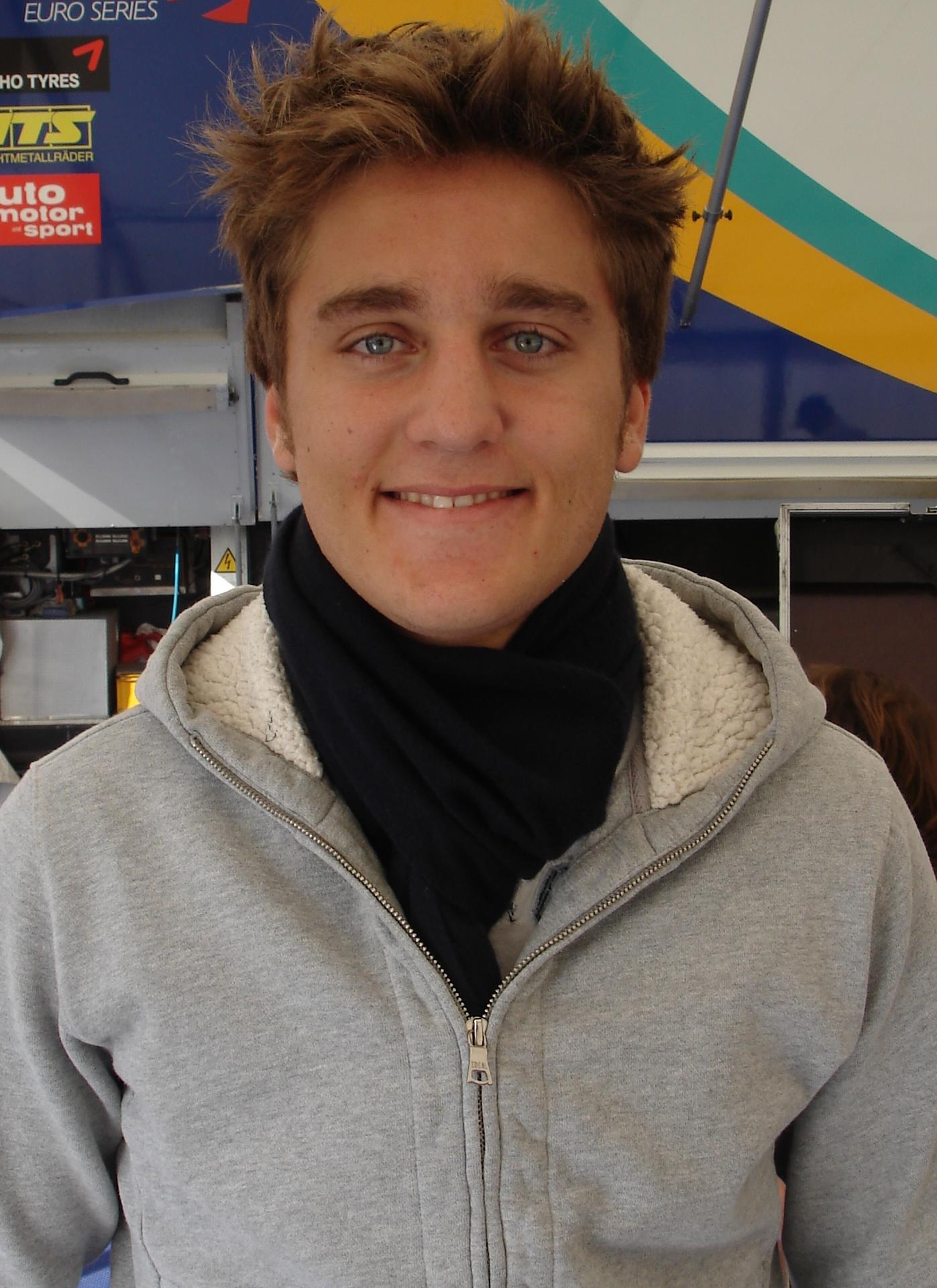
Stefano Coletti in 2009

Stefano Coletti (Monte Carlo, 6 april 1989) is een autocoureur uit Monaco die anno 2014 in de GP2 rijdt. Zijn oudere zus Alexandra Coletti is professioneel alpineskiër. In 2013 werd hij de eerste Monegask die een autorace in Monaco won sinds Louis Chiron in 1931.

## Loopbaan
- 2005: Formule BMW ADAC, team Eifelland Racing.
- 2006: Formule BMW ADAC, team ADAC Berlin-Brandenburg (1 overwinning).
- 2006: Eurocup Formule Renault 2.0, teams Cram Competition en Motopark Academy (6 races).
- 2006: Formule BMW USA, team EuroInternational (4 races, 3 overwinningen).
- 2007: Eurocup Formule Renault 2.0, team Epsilon Euskadi (1 overwinning).
- 2007: Italiaanse Formule Renault 2.0, team Epsilon Euskadi (2 overwinningen).
- 2008: Formule 3 Euroseries, teams Signature-Plus en Prema Powerteam.
- 2009: Formule 3 Euroseries, team Prema Powerteam (1 overwinning).
- 2009: Formule Renault 3.5 Series, team Prema Powerteam (1 race).
- 2009: Grand Prix van Macau, team Prema Powerteam.
- 2009: GP2 Series, team Durango (3 races).
- 2010: Formule Renault 3.5 Series, team Comtec Racing.
- 2010: GP3 Series, team Tech 1 Racing.
- 2010: Auto GP, team Charouz-Gravity Racing (2 races).
- 2011: GP2 Asia Series, team Trident Racing (1 overwinning).
- 2011: GP2 Series, team Trident Racing (2 overwinningen).
- 2011: GP2 Final, team Scuderia Coloni.
- 2012: GP2 Series, teams Scuderia Coloni en Rapax.
- 2013: GP2 Series, team Rapax (3 overwinningen).
- 2014: GP2 Series, team Racing Engineering (1 overwinning).
- 2015: IndyCar Series, team KV Racing Technology.
- 2016: European Le Mans Series, team SMP Racing.
- 2017: Formule 2, team Campos Racing.